# Horst Bulau
Horst Bulau (né le 14 août 1962 à Ottawa) est un ancien sauteur à ski canadien.

## Palmarès

### Jeux Olympiques
| Épreuve / Édition | Lake Placid 1980 | Sarajevo 1984 | Calgary 1988 | Albertville 1992 |
| Petit Tremplin    | 39e              | 38e           | 44e          | 42e              |
| Grand Tremplin    | 29e              | 10e           | 7e           | 52e              |

### Championnats du monde
| Épreuve / Édition | Oslo 1982 | Seefeld 1985 | Oberstdorf 1987 | Val di Fiemme 1991 |
| Petit Tremplin    | 6e        | 23e          | 16e             | 13e                |
| Grand Tremplin    | 10e       | 29e          | 25e             | 18e                |
| Par équipes       | 5e        |              |                 |                    |

### Championnats du monde de vol à ski
| Épreuve / Édition | Oberstdorf 1981 |
| Individuel        | 5e              |

### Coupe du monde
- 2e du classement général en 1983.
- 3e du classement général en 1981 et 1982.
- 13 victoires.
- 3e de la Tournée des Quatre Tremplins 1982-1983

#### Victoires par saison
| Année | Lieu |
| 1981  | Garmisch-Partenkirchen (Allemagne), Baerum (Norvège)                                                                  |
| 1982  | Sapporo (Japon), Thunder Bay x2 (Canada)                                                                              |
| 1983  | Oberstdorf (Allemagne), Thunder Bay (Canada), St-Moritz (Suisse), Gstaad (Suisse), Falun (Suède), Lahti x2 (Finlande) |
| 1984  | Thunder Bay (Canada)                                                                                                  |